# Krasnodarstadion
Het Krasnodarstadion is een multifunctioneel stadion in Krasnodar, een stad in Rusland.
Het stadion wordt vooral gebruikt voor voetbalwedstrijden, de voetbalclub FK Krasnodar maakt gebruik van dit stadion. In het stadion is plaats voor 34.302 toeschouwers. Het stadion werd geopend op 9 oktober 2016 met een wedstrijd tussen Rusland en Costa Rica.